# Cerrito (Santander)
Cerrito es un municipio colombiano del departamento de Santander ubicado en la provincia de García Rovira. Es destacado por su belleza natural y por contar con lugares emblemáticos del departamento como la capilla de Jesús Nazareno. 
Tiene bajo su jurisdicción el centro poblado: Servitá. En el cual se encontraba las ruinas de un seminario español, que estuvo administrado por los redentoristas, y fue demolido en el año 2022. 

## Historia

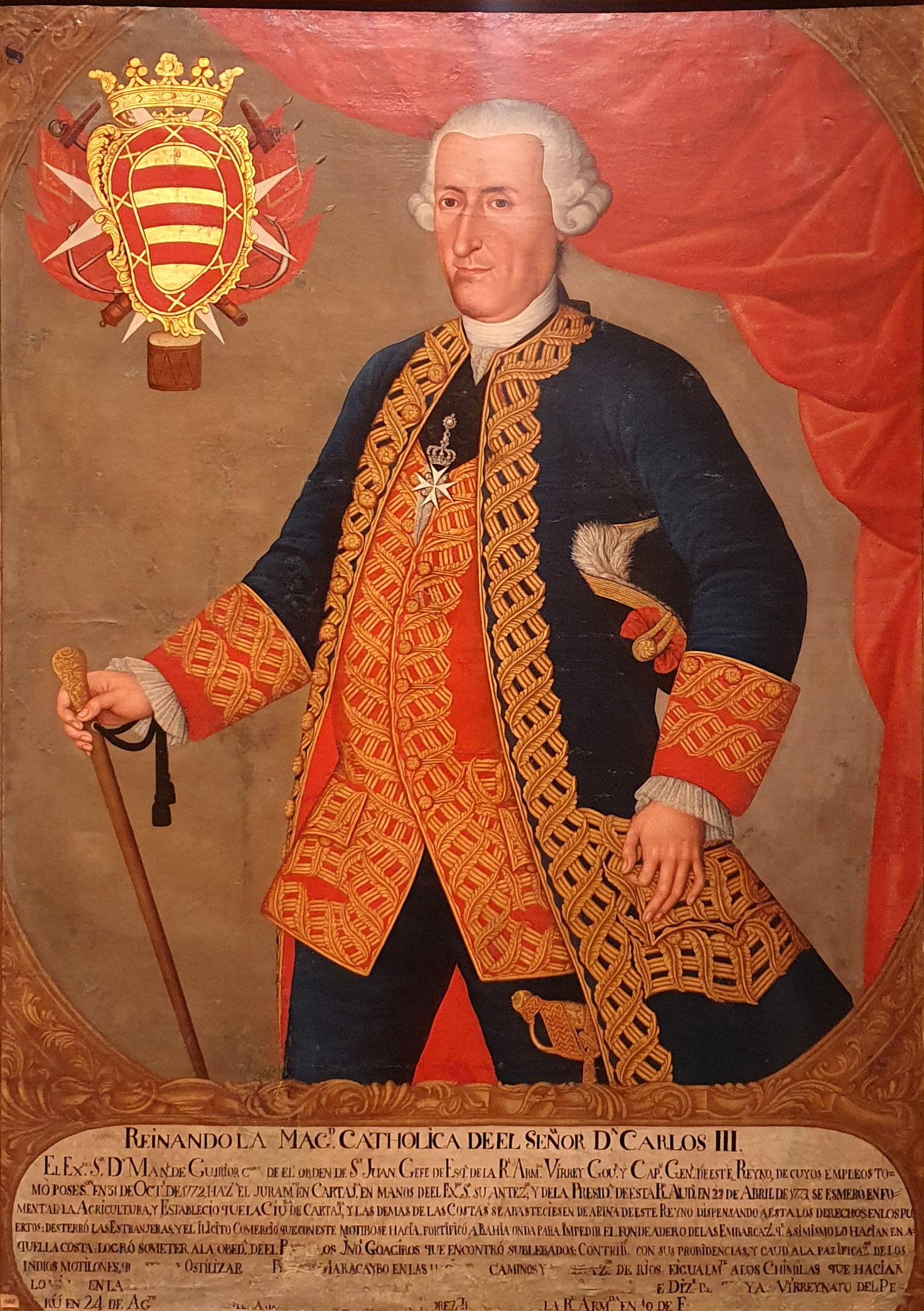
El virrey Manuel Guirior aprobó la fundación de Cerrito en 1775.

En 1772 la población de Servitá fue vinculada a la parroquia de Concepción. Los habitantes del sitio "Aposentos del Cerrito", se vieron en dificultades para acceder a la administración espiritual debido a que quedaba muy lejana la iglesia de la nueva parroquia a la que habían sido adheridos, por lo cual la fundación del municipio fue aprobada en 1775 por el virrey Manuel Guirior, en respuesta a una petición comunitaria de los habitantes de la zona. 
Los habitantes, liderados por Vicente Calderón, habían enviado al arzobispo de Santafé de Bogotá una petición para fundar una parroquia propia, debido a que los caminos de la región eran peligrosos e intransitables, lo que dificultaba las personas la asistencia a los oficios religiosos.
Después de la separación con España, los cerritanos tomaron parte en varias guerras civiles, por lo cual el concejo municipal aprobó, el 29 de junio de 1889, la resolución por medio de la cual se consagraban al Sagrado Corazón de Jesús al concejo, a los empleados y a todos los habitantes del Municipio de Cerrito.

## Geografía
El poblado, que tiene una extensión de 549km², está ubicado en un territorio frío (su cabecera tiene temperaturas cercanas a los 14 - 16 °C), cercano al Páramo del Almorzadero. La altura del territorio se encuentra entre los 2220 a 4200 m.s.n.m. representado en el Páramo del Almorzadero, lugar por donde esta el paso más alto de Colombia a una altura aproximada de 3800 m s. n. m.

### Límites
Limita con Concepción por el sur y el oriente; con San Andrés y Guaca por el occidente; con el departamento de Norte de Santander por el norte y el oriente. El pueblo es además accesible desde Guaca, Chitagá y Bucaramanga, ubicándose a 174km de distancia de la capital departamental.

## Demografía
Cerrito tiene 8.106 habitantes en la zona urbana y en la zona rural.

## Economía y turismo
Los ingresos económicos de los habitantes de Cerrito provienen principalmente del cultivo de papa, fríjol, cebada, ajo y hortalizas; de la producción maderera; y de la minería de carbón, grafito y cobre.
Cuenta con algunos sitios turísticos de interés, como lo son la Cascada del Salto- con una caída de más de 80 m de altura sobre el río Angostura, localizada a 6 km del pueblo-, la cascada de La Mesa Colorada, la Cueva de Angosturas, y su iglesia Nuestra Señora del Rosario, construida en 1880.

## Ataques a la fauna y envenenamiento de cóndores andinos
Se estima que los cerca de 20 cóndores que habitan el páramo del Almorzadero, constituyen cerca del 30% de la población de estas aves en el país.

### 2018
Durante la mañana del 21 de noviembre de 2018, el llamado insistente de campesinos de la vereda Corral Falso del Cerrito, Santander, alertó a las autoridades del Cerrito quienes rescataron a dos cóndores, Illika y Dasán, dos cóndores que fueron envenenados y tuvieron que ser trasladados a Bogotá para ser tratados.
57 días después del envenenamiento, el pasado 17 de enero, en la vereda Cruz de Piedra, los dos cóndores, envenenados con plomo, fueron liberados. Las dos aves son monitoreadas con receptores satelitales instalados en sus cuerpos. No se judicializó a ninguno de los responsables.

#### 2019
Pobladores de este municipio para enero de 2019 habían envenenado con carroña contaminada hasta 5  Cóndores Andinos alegando  sin fundamentos que "son un peligro para el ganado".
La trágica noticia causó el repudio por parte de colectivos animalistas y la ciudadanía en general especialmente por la naturaleza cruel de los hechos y el descaro con que los mismos lugareños justifican la matanza.  El Cóndor en Colombia es un símbolo patrio y se considera un crimen atroz su caza, captura o maltrato deliberados. Se estima que el número de cóndores andinos que habitan en la parte colombiana de la Cordillera de los Andes no supera los 150 ejemplares, lo que hace más indignantes los hechos, que eventualmente quedaron impunes.

##### 2021
A finales de mayo de 2021, se  encuentran 2 cóndores muertos en el sector del Páramo del Almorzadero. Uno más es encontrado el 1 de junio cerca gravemente intoxicado. A pesar de los esfuerzos de los veterinarios el cóndor no sobrevive. Más tarde, restos de una carroña contaminada  son hallados en el sector de Mata de Lata (cerca al municipio vecino de Guaca).  Los cadáveres de los cóndores son trasladados a la clínica  de Medicina Veterinaria Forense de Colombia "Animal Defense" en Medellín para ser examinados y la Fiscalía general de la nación  se compromete a esclarecer los hechos, que después de sucesivos ataques con carroña envenenada dejan más de una veintena de Cóndores muertos en la zona de influencia del municipio en la última década y ni una sola persona judicializada.
Según las estadísticas del CAS (Corporación Autónoma Regional de Santander) este municipio ocupa el vergonzoso primer lugar en muertes de Cóndores andinos por envenenamiento en el área de distribución de la especie en los andes Colombianos.